# 台風家族
『台風家族』（たいふうかぞく）は、2019年9月6日に公開された日本映画。監督は市井昌秀、主演は草彅剛。

## 概要
当初は2019年6月に公開の予定であったが、出演していた新井浩文の不祥事を受けて延期され、9月6日から26日まで期間限定での公開となった。なお、劇場によっては期間を延長して上映された。
また映画版公開に先駆けて、映画を小説化した作品が市井昌秀と今野早苗によるユニット「市井点線」よりキノブックスから出版された。
Blu-ray・DVDは2020年4月2日に発売。新井が2019年12月2日に実刑判決を受けたことも鑑み、ソフト発売については幾度も検討を重ねていたが、希望する声が多く届いたことから発売を決断するに至った。本編の再編集は行われていない。事実上の新井の引退作となる。

## ストーリー
2000万円を奪う銀行強盗事件を起こし、共に行方不明となった両親を持つ鈴木家が描かれる。

## キャスト
鈴木小鉄
演 - 草彅剛
鈴木家長男。現在無職。
鈴木京介
演 - 新井浩文
鈴木家次男。携帯アプリ会社の社長。
鈴木麗奈
演 - MEGUMI
鈴木家長女。バツイチ。
鈴木千尋
演 - 中村倫也
鈴木家三男。フリーター。
鈴木美代子
演 - 尾野真千子
小鉄の妻。
鈴木ユズキ
演 - 甲田まひる
小鉄の娘。
佐藤登志雄
声 - 若葉竜也
麗奈の彼氏。
冨永月子
演 - 長内映里香
謎の女。
山田稔
演 - 相島一之
満福寺さん
演 - 斉藤暁
鈴木光子
演 - 榊原るみ
鈴木家母。現在失踪中。
鈴木一鉄
演 - 藤竜也
鈴木家父。現在失踪中。

## スタッフ
- 監督 - 市井昌秀[12]
- 脚本 - 市井昌秀[12]
- 製作総指揮 - 木下直哉[12]
- プロデューサー - 武部由実子、中林千賀子[12]
- ラインプロデューサー - 傳野貴之[12]
- 撮影 - 灰原隆裕[12]
- 照明 - 谷本幸治[12]
- 録音 - 田中博信[12]
- 美術装飾 - 大藤邦康[12]
- 衣装 - 渡部祥子[12]
- ヘアメイク - 永嶋麻子[12]
- 編集 - 森下博昭[12]
- 音楽 - スパム春日井[12]
- 主題歌 - フラワーカンパニーズ「西陽」[12]
- スクリプター - 川野恵美[12]
- 助監督 - 吉田和弘[12]
- 制作担当 - 高橋輝光[12]
- 製作 - 木下グループ[12]
- 配給 - キノフィルムズ[12]
- 制作プロダクション - キノフィルムズ、ブースタープロジェクト[12]

## 受賞
- 第62回ブルーリボン賞[13]
  - 助演女優賞（MEGUMI）[注 2]